# 오시키리역
오시키리역(일본어: 押切駅)은 일본 니가타현 나가오카시에 있는, 동일본 여객철도의 철도역이다. 신에쓰 본선이 지나간다.

## 역 구조
쌍단식 2면 2선 구조의 지상역이다. 양 승강장은 과선교로 이어져 있다.
무인역이며, 스이카 및 제휴 교통카드의 사용이 가능하다.

### 승강장
| 1 | ■ 신에쓰 본선 | 히가시산조 · 니쓰 · 니가타 방면 |
| 3 | ■ 신에쓰 본선 | 나가오카 방면                   |

## 역사
- 1901년 9월 1일 - 호쿠에쓰 철도의 역으로 개업하였다.
- 1907년 8월 1일 - 국유화에 따라 일본국유철도의 소속이 되었다.
- 1987년 4월 1일 - 민영화에 따라 동일본 여객철도의 소속이 되었다.
- 2008년 3월 15일 - 스이카의 사용이 가능해졌다.

## 인접역
| 동일본 여객철도 신에쓰 본선 | 동일본 여객철도 신에쓰 본선 | 동일본 여객철도 신에쓰 본선 |
| --------------------------- | --------------------------- | --------------------------- |
| 기타나가오카 나오에쓰 방면  | ■ 보통                      | 미쓰케 니가타 방면          |